# Friedrich Stummer
Friedrich Stummer (* 7. September 1886 in Münnerstadt; † 12. Januar 1955 in München) war ein deutscher katholischer Theologe. Er arbeitete auf dem Gebiet des alttestamentlichen Exegese und der altorientalischen Sprachen.

## Werdegang
Nach Schulbesuch in Würzburg und seinem Studium der Theologie und der altorientalischen Sprachen an der dortigen Julius-Maximilians Universität, während dessen er 1905 der katholischen Studentenverbindung Unitas Hetania beitrat, empfing er 1909 die Priesterweihe. Im Jahr 1910 promovierte er bei Johannes Hehn mit einer Arbeit zur Achiqar-Erzählung. Eine Schrift Stummers zum 200. Todestag von Richard Simon wurde durch die Würzburger Universität ausgezeichnet. In seiner Habilitationsschrift, eingereicht 1918 ebenfalls an der Universität Würzburg, stellte Stummer alttestamentliche Psalmen sumerisch-akkadischen Texten gegenüber; 1923 wurde er außerordentlicher Professor in Würzburg. Ein Stipendium der Görres-Gesellschaft ermöglichte ihm in den Jahren 1927 bis 1929 einen Forschungsaufenthalt in Jerusalem. Eine geplante „Biblische Geographie“, die aus den dortigen Arbeiten Stummers hervorgehen sollte, wurde allerdings nicht vollendet.
Es folgten einige Stationen als Professor für Alttestamentliche Exegese: Von 1929 bis 1932 an der Philosophisch-theologischen Hochschule Freising, anschließend bis 1935 in Würzburg und danach bis zur Schließung der dortigen Fakultät im Jahr 1939 an der Ludwig-Maximilians-Universität München. Von 1939 bis 1945 lehrte er an der Universität Breslau. 
Ab 1946 wurde er erneut Professor für Altes Testament in München, wo unter anderen Joseph Ratzinger, der nachmalige Papst Benedikt XVI., seine Vorlesungen hörte. 1953 wurde Stummer emeritiert.
Friedrich Stummer ist in Würzburg begraben.

## Forschungsgebiete
Stummer hat während seiner Forschertätigkeit relativ wenig veröffentlicht. Er wird allerdings als besonders gewissenhafter Forscher angesehen, der viel Mühe in detaillierte Spezialforschungen investierte. Seine Arbeitsgebiete waren Kommentare zu den Schriften des Alten Testaments, Untersuchungen zur Geschichte des Alten Orients und sprachwissenschaftliche Untersuchungen. 
Nach dem Zweiten Weltkrieg hat sich Stummer um das Verhältnis von Judentum und Christentum verdient gemacht – aus seiner Sicht besonders wichtig aufgrund des gemeinsamen Besitzes einer Offenbarungskunde von Juden und Christen. Viele seiner Beiträge zu diesem Thema erschienen im Freiburger Rundbrief.

## Veröffentlichungen
- Die Bedeutung Richard Simons für die Pentateuchkritik (= Alttestamentliche Abhandlungen 3,4). Münster: Aschendorff 1912.
- Der kritische Wert der altaramäischen Aḥiḳartexte aus Elephantine (= Alttestamentliche Abhandlungen 5,5). Münster: Aschendorff 1914. (= Würzburg, Phil. Diss. 1914)
- Sumerisch-akkadische Parallelen zum Aufbau alttestamentlicher Psalmen (= Studien zur Geschichte und Kultur des Altertums 11,1/2). Paderborn: F. Schöningh 1922. (= Würzburg, Habilitationsschrift 1918)
- Geographie des Buches Judith (= Bibelwissenschaftliche Reihe 3). Stuttgart: Katholisches Bibel-Werk 1947.